# По дирята на безследно изчезналите (филм)
„По дирята на безследно изчезналите“ е български 4-сериен телевизионен игрален филм (историческа драма) от 1978 година на режисьора Маргарит Николов, по сценарий на Николай Христозов (по едноименната му книга). Оператор е Иван Самарджиев. Художник – Захари Савов. Музиката във филма е композирана от Кирил Дончев.
Българската телевизия излъчва многосерийния филм „По дирята на безследно изчезналите“, създаден върху основата на едноименната книга. За сценария на филма авторът на книгата Николай Христозов (заедно с режисьора Маргарит Николов) е удостоен с Димитровска награда.
Филмът е реализиан по едноименната документално-художествена книга на Николай Христозов.
В този филм имената и словото са автентични.

## Сюжет
1954. Военната колегия на върховния съд на НР България пристъпва към разглеждането на наказателно дело от общ характер № 634, хвърлящо светлина върху събитията от 1923 – 1925. През 1953 са открити останките от жертвите на терора, започнат от правителството на Александър Цанков през 1923. Един след друг тогава „безследно“ започват да изчезват десетки интелектуалци като публициста Йосиф Хербст и комуниста Вълчо Иванов, поетите Гео Милев и Христо Ясенов, народните представители Тодор Страшимиров, Петко Д. Петков и много други. Тридесет години по-късно пред Народния съд са изправени останалите живи палачи. Процесът започва с подробно описание на престъпленията, за да стигне до произнасяне на присъди.

## Серии
- 1. серия – „По дирята на безследно изчезналите“ – 62 минути
- 2. серия – „Безотговорни неидентифицирани фактори“ – 35 минути
- 3. серия – „Земя без въздух“ – 63 минути
- 4. серия – „Вик на свободни хора“ – 72 минути [1].

## Актьорски състав
| Роля                                                                 | Изпълнител                             |
| -------------------------------------------------------------------- | -------------------------------------- |
| генерал Иван Вълков, министър на войната                             | Наум Шопов                             |
| проф. Александър Цанков, министър-председател                        | Борис Луканов                          |
| генерал Иван Русев, вътрешен министър и министър на народното здраве | Коста Цонев                            |
| Петко Д. Петков                                                      | Димитър Буйнозов                       |
| Александър Стамболийски, министър-председател                        | Стефан Гецов                           |
| Цар Борис III                                                        | Любомир Младенов                       |
| Харалампи Стоянов                                                    | Васил Михайлов                         |
| председателят на Върховния съд                                       | Асен Миланов                           |
| Йосиф Хербст, журналист и общественик                                | Димитър Хаджиянев                      |
| Тодор Страшимиров                                                    | Ицхак Финци                            |
| сътрудник на тайната полиция                                         | Продан Нончев                          |
| полковник Тома Прендов, офицер                                       | Кирил Янев                             |
| поручик, офицер                                                      | Васил Банов                            |
| Александър Петрович                                                  | Теодор Юруков                          |
| жената на Йосиф Хербст                                               | Стоян Добринович                       |
|                                                                      | Кристиян Фоков                         |
|                                                                      | Евгения Баракова                       |
| свидетел                                                             | Минка Сюлеймезова (като М. Сюлемезова) |
| Вълчо Иванов                                                         | Петър Чернев                           |
|                                                                      | Иван Джамбазов                         |
| сътрудник на тайната полиция                                         | Явор Милушев                           |
| Христо Ясенов                                                        | Петко Петков                           |
| Гео Милев                                                            | Любомир Бъчваров                       |
| Марко Фридман                                                        | Тодор Щонов                            |
| проститутка                                                          | Елена Райнова                          |
| капитан капитан Кочо Стоянов, офицер                                 | Димитър Хаджийски                      |
| майор Димитър Порков, офицер                                         | Любен Бояджиев                         |
| полковник Иван Кефсизов, офицер                                      | Преслав Петров                         |
| участник в преврата през 1923 година                                 | Стефан Великов                         |
| депутат                                                              | Стефан Димитров                        |
| Стилиян Тошев                                                        | Коста Райнов                           |
| Цвятко Николов                                                       | Герасим Младенов                       |
|                                                                      | Борислав Иванов                        |
|                                                                      | Никола Ханджийски                      |
| майор Коста Янков                                                    | Иван Тонев                             |
| подполковник Христо Коджейков                                        | Михаил Михайлов                        |
| свидетел                                                             | Антоанета Бачева                       |
| говорител в парламента                                               | Иван Янчев                             |
| депутат                                                              | Димитър Милушев                        |
|                                                                      | Иван Андреев                           |
| заместник военен министър                                            | Светозар Атанасов                      |
| депутат Славейко Василев                                             | Иван Несторов                          |
| член на правителството на Цанков                                     | Ганчо Ганчев                           |
| член на правителството на Цанков                                     | Найчо Петров                           |
| член на правителството на Цанков                                     | Петър Димов                            |
| член на правителството на Цанков                                     | Георги Георгиев                        |
|                                                                      | Емил Греков                            |
|                                                                      | Димитър Иванов                         |
|                                                                      | Димитър Милев                          |
|                                                                      | Николай Иванов                         |
| сътрудник на тайната полиция                                         | Антон Радичев                          |
|                                                                      | Стефан Цветков                         |
|                                                                      | Мая Зуркова                            |
|                                                                      | Стоян Алексиев                         |
|                                                                      | Валентин Гаджоков                      |
|                                                                      | Иван Златарев                          |
|                                                                      | Георги Стефанов                        |

## Награди
- Голямата награда „Златната роза“ – (Варна, 1978)
- Специална награда – 1978
- Димитровска награда през 1978 за сценариста на филма Николай Христозов (заедно с режисьора Маргарит Николов).